# Эрлер, Генрих
Ге́нрих Э́рлер (нем. Heinrich Ehrler; 14 сентября 1917 года — 4 апреля 1945 года) — немецкий военный лётчик, командир эскадры люфтваффе, воздушный ас Второй мировой войны. Официально сбил около 208 самолётов противника в 400 боевых вылетах. Большую часть своих побед одержал на Восточном фронте, девять — на Западном фронте (из них восемь на реактивном истребителе Me.262). Кавалер Рыцарского креста Железного креста с дубовыми листьями.
Уроженец Обербальбаха, Эрлер вырос в многодетной семье из 12 детей. Воинскую службу он начал в 1935 году в вермахте, будучи артиллеристом, но затем перешёл на службу в войска ПВО при люфтваффе. Участвовал в гражданской войне в Испании, после начала Второй мировой войны перевёлся в истребительные части. Во время обучения нёс службу в 4-й эскадрилье 77-й эскадры (JG 77), позже служил в составе 4-й эскадрильи 5-й эскадры (JG 5).
После гибели линкора «Тирпиц» Эрлер был выставлен главным виновником случившегося, предстал перед военным трибуналом, был отстранён от командования и приговорён к трём годам и двум месяцам тюремного заключения в крепости. Позже с Эрлера сняли обвинения в гибели линкора и восстановили в звании. В феврале 1945 года он был переведён в 7-ю эскадру (JG 7). По воспоминаниям сослуживцев, Эрлер участвовал в многочисленных отчаянных воздушных боях, не имевших какого-либо серьёзного значения, благодаря чему стал одним из наиболее результативных асов люфтваффе. 4 апреля 1945 года Эрлер погиб, одержав свои последние победы — он сбил два бомбардировщика противника и протаранил третий, когда у него закончились боеприпасы.

## Ранние годы
Генрих Эрлер родился 14 сентября 1917 года в Обербальбахе (ныне часть города Лауда-Кёнигсхофен) в округе Таубербишофсхайм Великого герцогства Баден (ныне земля Баден-Вюртемберг). Был одним из восьми сыновей рабочего. Когда умерла его мать, отец вступил в брак во второй раз, от этого брака у него родилось ещё четверо детей.
Генрих окончил коммерческую школу, позже работал мясником. 29 октября 1935 года был призван в вермахт, службу проходил в 7-й батарее 25-го артиллерийского полка (нем. Artillerie-Regiment 25) в Людвигсбурге. Позже перевёлся на службу в люфтваффе, нёс службу в 8-м полку зенитной артиллерии (нем. Flak-Regiment 8) с 7 апреля по 1 ноября 1936 года.
Со 2 ноября 1936 по 15 августа 1937 года Эрлер служил в 3-й роте 88-го зенитного батальона (нем. 3./Flakabteilung 88) в составе легиона «Кондор», сражавшегося в гражданской войне в Испании. С 24 августа 1938 года по 1 августа 1939 года он служил в 14-й роте 5-го полка зенитной артиллерии (нем. 14./Flak-Regiment 5). 2 августа 1939 года переведён в 1-ю роту 502-го резервного зенитного батальона (нем. 1./Reserve-Flakabteilung 502).

## Вторая мировая война
На момент начала Второй мировой войны Эрлер проходил службу в войсках ПВО. 3 января 1940 года он подал прошение о переводе в истребительные части. Прошение было удовлетворено, и с 1 февраля по 4 ноября 1940 года он прошёл обучение на пилота. 1 июля того же года он был произведён в фельдфебели, 1 января 1941 года — в лейтенанты.
1 февраля 1941 года Эрлер был включён в состав 4-й эскадрильи 77-й эскадры люфтваффе (JG 77) «Туз червей» (нем. 4./Jagdgeschwader 77 «Herz As»), позже преобразованную в 4-ю эскадрилью 5-й эскадры люфтваффе (JG 5), базировавшуюся в Норвегии. В мае 1941 года он одержал первую победу, а 19 сентября 1941 года был награждён Железным крестом 2-го класса. JG 77 оказывала поддержку 10-му авиационному корпусу, который подчинялся 5-му воздушному флоту, в ходе операций против войск Великобритании: самолёты осуществляли вылеты с баз в Норвегии, нередко сопровождая пикирующие бомбардировщики Junkers Ju 87 во время налётов на британские суда. В январе 1942 года JG 77 была преобразована в эскадру JG 5 «Арктическое море» (нем. Eismeer).

### Бои в Заполярье
19 февраля 1942 года Эрлер одержал свою вторую победу: возглавляя патруль из трёх самолётов 4-й эскадрильи, он сбил истребитель И-18. В начале мая Эрлера перевели в 6-ю эскадрилью JG 5. 16 мая немецкая разведка обнаружила союзный конвой PQ-16, состоявший из 35 грузовых судов и сопровождавшийся 15 боевыми кораблями, а в последующие дни на конвой было совершено множество авианалётов при участии бомбардировочных эскадр KG 30 и KG 26.
30 мая в бой вступила и JG 5. Согласно отчётам, лётчиками эскадры JG 5 в ходе воздушных боёв были сбиты 43 истребителя и 7 бомбардировщиков. Тем утром в 9:20 лейтенант Эрлер, фельдфебель Мюллер, унтер-офицер Дёбрих и ещё один лётчик доложили о том, что каждый из них сбил по самолёту Hawker Hurricane. Примерно в это же время была подтверждена гибель командира 2-го гвардейского смешанного авиаполка подполковника Б. С. Сафонова, который управлял самолётом Curtiss P-40 Warhawk.
2 июня между 12:35 и 14:00 Эрлер участвовал в миссии сопровождения группы Ju 87, совершавших налёт на Мурманск. Во время этой миссии немцами были обнаружены один Hawker Hurricane и два P-40, а Эрлер записал на свой счёт один сбитый P-40. Однако, согласно советским документам, в тот день были сбиты только два Hurricane из 2-го гвардейского смешанного авиаполка.

### Командир эскадрильи

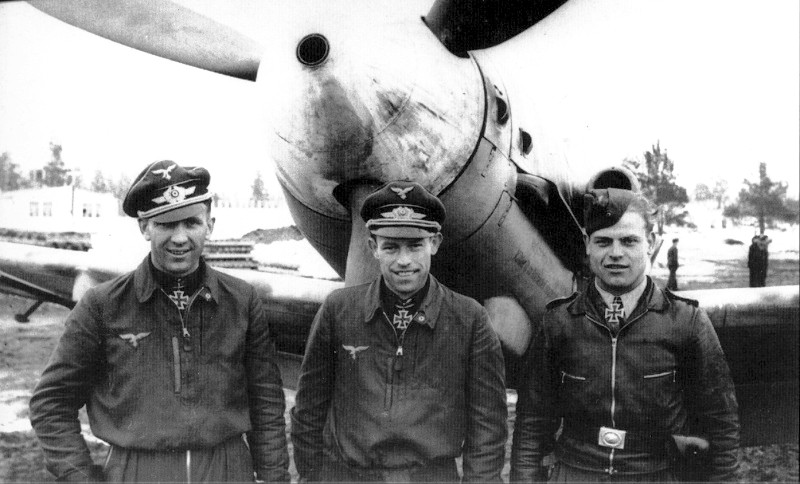
Слева направо: Теодор Вайссенбергер, Генрих Эрлер, Рудольф Мюллер

Свою 11-ю победу Эрлер одержал 20 июля 1942 года. 21 августа 1942 года он был назначен командиром эскадрильи 6./JG 5 (6-я эскадрилья 5-й истребительной эскадры JG 5) после того, как его предшественник обер-лейтенант Ханс-Дитер Хартвайн (нем. Hanns-Diether Hartwein) погиб 21 августа 1942 года. В тот же день он командовал эскадрильей, которая блокировала аэродром Ваенга: в ходе воздушных боёв эскадрилья сражалась против 12 истребителей (четыре P-40E из 2-го гвардейского смешанного авиаполка, четыре И-16 из 27-го истребительного авиаполка и четыре ЛаГГ-3 из 255-го истребительного авиаполка). Эрлер заявил о трёх сбитых им самолётах, которые довели его число побед до 44 (все в том бою были сбиты два ЛаГГ-3 и два И-16, ещё один И-16 и один P-40E были повреждены). 2 сентября Эрлер одержал ещё две победы, а 4 сентября был награждён Рыцарским крестом Железного креста. Награждение провёл полковник Александр Холле, командир авиагруппы «Север» в Петсамо.
19 сентября 1942 года во время налёта на Мурмаши Эрлер сбил ещё два Hurricane, доведя число своих побед до 60. 9 января 1943 года в бою над Кировской железной дорогой Эрлер сбил два ЛаГГ-3 и один Hurricane, а 1 февраля его произвели в обер-лейтенанты. Днём 27 марта 2-я и 3-я группы JG 5 обеспечивали сопровождение истребителям Bf 110 и Fw 190, атаковавшим советский аэродром в Мурмашах. В ходе миссии немцы вступили в бой против 30 советских истребителей над Шонгуем и Мурмашами, сбив 14 самолётов: Эрлеру приписывается 5 побед. Согласно советским документам, в тот день было сбито только 6 истребителей. На следующий день Эрлер был представлен к Немецкому кресту в золоте. 19 апреля 1943 года Эрлер участвовал в бою над аэродромом Арктика, сбив два истребителя P-39 Airacobra и один Curtiss P-40, но в том бою его сослуживец Рудольф Мюллер был сбит в 6 км к юго-востоку от Мальявр. 1 мая 1943 года Эрлер был произведён в гауптманы (капитаны). 8 июня он одержал свою 100-ю победу и стал 40-м лётчиком люфтваффе, преодолевшим этот рубеж.
21 июня 1943 года Эрлер был сбит в воздушном бою в 30 км южнее Кандалакши гвардии майором П. С. Кутаховым, будущим Главнокомандующим ВВС Советского Союза. Согласно сводкам, с 20:13 по 20:50 пять самолётов P-39 Airacobra и один P-40 Kittyhawk в составе 19-го гвардейского истребительного авиаполка (ведущий — гвардии майор Кутахов) вылетели на перехват десяти Ju 87, встретив десять истребителей Me 109. Вопреки донесениям лётчиков о трёх сбитых самолётах противника и одном подбитом, а также о сбитом силами ПВО самолёте, в том бою немцы потеряли только один истребитель, который пилотировал как раз Эрлер. Согласно боевому донесению штаба 33-го отдельного зенитного артдивизиона от 22 июня 1943 года, был сбит один истребитель Me-109, лётчик которого спустился на парашюте. Эрлер благополучно приземлился и вызвал помощь: его эвакуировали на самолёте Arado Ar 196, который пилотировал фельдфебель Йозеф Берендес (нем. Joseph Berendes).
1 августа 1943 года Эрлер был награждён Дубовыми листьями к Рыцарскому кресту, одержав к тому моменту 112 побед. Награду вручил лично Адольф Гитлер в своей главной ставке Волчье логово под Растенбургом. На той же церемонии свои награды получили гауптман Эгмонт Принц цур Липпе-Вайссенфельд, гауптман Манфред Мёйрер, обер-лейтенант Теодор Вайссенбергер, обер-лейтенант Иоахим Киршнер, гауптман Вернер Шреер (всем — Дубовые листья к Рыцарскому кресту) и майор Гельмут Лент (мечи к Рыцарскому кресту с Дубовыми листьями). 18 августа 1943 года он одержал ещё три победы, доведя их число до 115, взлетев с аэродрома Понтсаленйоки (фин. Pontsalenjoki) и уйдя на север, где им были сбиты P-40. Однако в той миссии погиб его напарник фельдфебель Кристиан Штольц (нем. Christian Stolz), сбитый зенитной артиллерией. В тот же день Эрлер сбил Ла-5 к северо-востоку от аэродрома Лоухи.

### Командир группы и эскадры

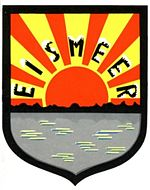
Эмблема JG 5 Eismeer

1 сентября 1943 года Эрлер неофициально был назначен командиром группы III./JG 5 в связи с тем, что майор Гюнтер Шольц сменил оберст-лейтенанта Готтхарда Хендрика на посту командиром эскадры JG 5. Командование 6-й эскадрильей принял обер-лейтенант Вайссенберг. Сам Эрлер после этого назначения отправился в отпуск продолжительностью примерно месяц, а после возвращения в строй одержал первую победу в должности командира группы (и свою 116-ю суммарно) над P-40 в бою 24 сентября. 25 ноября после относительного затишья на фронте советская авиация предприняла координированные налёты на Титовку и аэродромы Хёйбуктмоэн в Киркенесе и Луостари около Печенги. Титовку штурмовали 16 штурмовиков Ил-2 и шесть истребителей P-40 в сопровождении шести Як-1 и четырёх Як-9. Хёйбуктмоэн был атакован 12 бомбардировщиками Пе-2 в сопровождении 12 истребителей P-39 и шести Як-9. На Луостари совершили налёт 16 штурмовиков Ил-2 и шесть истребителей P-40 при поддержке 14 истребителей Як-1 и шести Hurricane. Эрлер одержал в тот день победы над двумя P-40 и двумя Ил-2, доведя число побед до 120.
Свою первую миссию 1944 года 3-я группа (III./JG 5) выполнила 29 января, когда все три эскадрильи вылетели в 11:40 и обнаружили группу истребителей Як-7 из 122-й истребительной авиадивизии ПВО к югу от Мурмашей. В ходе боя пилоты группы приписали себе четыре победы, одну из них — Эрлер (121-я победа), однако в советских архивах утверждается о гибели только одного самолёта. 13 марта немецкий конвой покинул Киркенес, в то время как туда направился другой: 3-я группа несла постоянную службу, обеспечивая охрану кораблей с воздуха, а Эрлер одержал ещё три победы, доведя их до 124. Так, в 13:35 им был сбит P-40, а чуть позже — P-39 и Ил-2.
В течение суток с 25 по 26 мая 1944 года Эрлер одержал девять побед, доведя общее число своих побед до 155. Части 3-й группы получили распоряжение перелететь из Печенги в Свартнес в 17:17 25 мая. В 21:00 группа из 19 истребителей Bf 109 под командованием Эрлера были подняты в воздух в связи с приближением 80 советских самолётов, атаковавших немецкий конвой. В ходе сражения 3-я группа одержала 33 победы: было сбито 12 бомбардировщиков Douglas A-20 Boston, восемь истребителей P-40 Kittyhawk и пять P-39 Airacobra, в то время как в советских документах утверждалось только о пяти сбитых самолётах. Эрлер одержал 4 победы, доведя суммарное их число до 150. На следующий день он возглавил ту же группу из 19 истребителей Bf 109 для охраны немецкого конвоя: немцы доложили о бое против 100 советских самолётов и о 40 одержанных победах, пять из которых на счету Эрлиха. В советских архивах утверждается о девяти потерянных самолётах.
30 мая 1944 года Эрлер вынужден был совершить аварийную посадку истребителя Messerschmitt Bf 109 G-6 (заводской номер 411963) на аэродроме Печенга, отделавшись лёгкими повреждениями. 1 июня 1944 года 9-я эскадрилья была переведена из 3-й группы в состав 2-й, которая покинула Финляндию в апреле того же года и участвовала в так называемой обороне Рейха (стратегическая воздушная оборона Германии). Однако не все лётчики 9-й эскадрильи были отправлены в Германию: оставшиеся в Печенге создали так называемую «командную эскадрилью» (нем. Kommandostaffel), которая позже стала «Эскадрой Арктического моря» (нем. Eismeerstaffel).
1 августа он был назначен командиром эскадры JG 5 и в то же время повышен до майора. Эрлер сменил на этом посту оберст-лейтенанта Шольца, который стал главой истребительного командования «Норвегия». Командиром 3-й группы был назначен обер-лейтенант Франц Дёрр, командиром 10-й эскадрильи (бывшая 7-я) — лейтенант Вальтер Шук. 9 ноября Эрлер вылетел из Банака и направился к аэродрому Бардуфосс, чтобы получить из первых рук информацию об изменении в организации эскадры и учебном процессе. Там он узнал, что многие из лётчиков (даже старшие офицеры) до сих пор не были ознакомлены с истребителями Fw 190, что у новичков было мало боевого опыта и что их даже не обучали полётам строем. Эрлер приказал 9-й эскадрилье заняться обучением полётов на Fw 190, а младших офицеров принял в «командную эскадрилью». Для наблюдения за их работой он отложил своё возвращение в строй до 12 ноября.

### Гибель «Тирпица»
12 ноября 1944 года военно-воздушные силы Великобритании приступили к выполнению операции «Катехизис», целью которой было уничтожение линкора кригсмарине «Тирпиц». Бомбардировщики Avro Lancaster из 617-й и 9-й эскадрилий были посланы к острову Хакёйя, находившемуся немного западнее порта Тромсё, где базировался Тирпиц. Эрлер в это время находился в расположении 9-й группы JG 5 на аэродроме Бардуфосса, имея в своём распоряжении 12 исправных истребителей Fw 190 A-3. Занимаясь обучением неопытных пилотов и помогая опытным лётчикам привыкать к Fw 190, Эрлер не мог знать точные координаты линкора, а лишь знал, что корабль стоит где-то рядом с Тромсё. Более того, ему никогда не сообщали о необходимости в обязательном порядке охранять корабль.
В 7:39 недалеко от Мушёэна были обнаружены три «Ланкастера», летевших на восток. Центр управления в Бардуфоссе получил сведения об обнаружении самолётов незадолго до 8 утра. Вскоре поступило второе сообщение, что ещё один «Ланкастер» движется на северо-восток: причиной задержки этого сообщения стал тот факт, что сначала сообщение направили из Мушёэна в Фёуске, а потом в штаб люфтваффе в Нарвике. Офицер связи лейтенант Лео Беньерс (нем. Leo Beniers) немедленно передал эту информацию в Тромсё. В 8:18 центр управления истребителями люфтваффе получил предупреждение, и в районе Будё была поднята тревога. В 8:34 были обнаружены ещё четыре бомбардировщика Lancaster, однако их ошибочно указали не в том квадрате на координатной сетке люфтваффе, из-за чего ни Эрлер, ни Дёрр не были проинформированы о приближении вражеских бомбардировщиков.

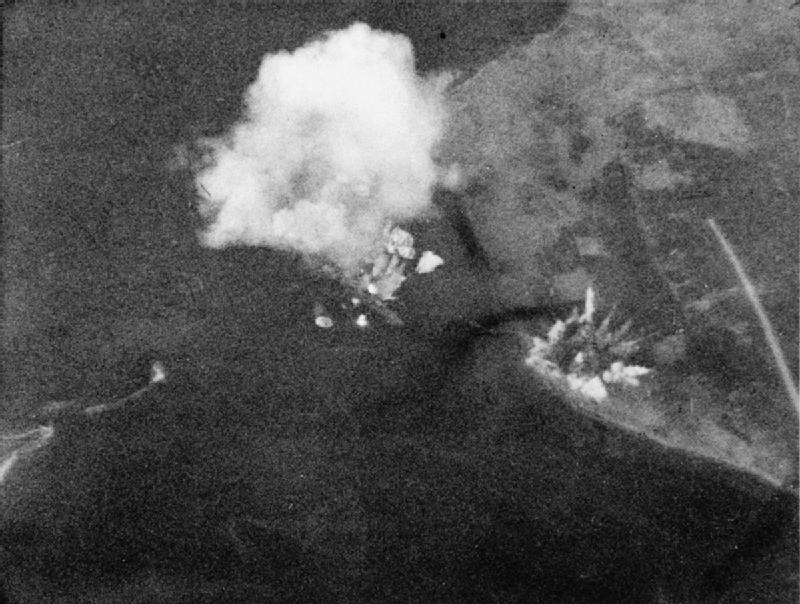
«Тирпиц» атакован

В тот день Эрлер предварительно дал распоряжение 9-й эскадрилье на аэродроме Бардуфосс о трёхминутной готовности, в то время как «командная эскадрилья», проходившая обучение, была в состоянии 15-минутной готовности. Эрлер собирался лететь в Алту и прибыл на командный пункт в 8:50, не подозревая о том, что должно произойти. Когда он собирался покинуть пункт, с «Тирпица» пришло сообщение о том, что были зафиксированы шумы авиационных двигателей неизвестного происхождения и на неизвестной высоте. Экипаж линкора попросту не распознал приближающиеся вражеские бомбардировщики. В 9:18 Эрлер приказал привести в полную боеготовность 9-ю эскадрилью и дал 3-минутную готовность «командной эскадрилье». Ситуация оставалась непонятной для самого Эрлера вплоть до промежутка между 9:21 и 9:23, когда поступило второе сообщение о шумах авиационных двигателей. В 9:23 Эрлер в итоге возвестил о воздушной тревоге и приказал поднять 9-ю эскадрилью в воздух. Параллельно Дёрр, которому поступило сообщение о взлёте истребителей, прибыл также на командный пункт и возглавил «командную эскадру». В 9:25 Эрлер уже находился в воздухе, а вот взлёт 9-й эскадрильи был задержан на 5 минут из-за того, что совершал посадку Junkers Ju 52. Путаницу усилил тот факт, что когда немецкое командование в Тромсё заметило приближение британцев, они связались с командованием аэродрома, чтобы узнать, был ли готов хоть один истребитель к взлёту. На запрос был дан положительный ответ, однако штаб JG 5 подумал, что речь шла о перелёте в Алту. Офицерам экипажа «Тирпица» сообщили, что Эрлер уже был в воздухе, ещё до начала налёта британцев, который произошёл в 9:38.
Эрлер находился в воздухе, когда понял, что его радиопередатчик не работал. Из-за этого он не мог связаться ни с центром, ни с другими пилотами, поэтому даже не знал, в каком направлении лететь. Он решил продолжить перелёт в Алту. В 9:30 обер-лейтенант Вернер Гайко, командир 9-й эскадрильи, наконец-то взлетел с ещё одним самолётом. В 9:42 Эрлер добрался до Стурстейннеса, когда заметил слева вдали грибовидное облако и вспышки от разрыва зенитных снарядов. Он решил лететь в сторону дыма, прежде чем свернуть на запад, чтобы перехватить вражеские бомбардировщики. Он облетел побережье, двигаясь в северо-восточном и юго-западном направлении, затем ушёл в сторону Малнеса и окрестностей Хейи, прежде чем вернуться в Алту. Однако когда пилотам истребителей поступили сообщения о том, что целью бомбардировщиков был «Тирпиц», было уже слишком поздно, чтобы что-то предпринять. Линкор затонул и забрал с собой на дно многих находившихся на нём людей. Самолёты 9-й эскадрильи так и не вышли на след бомбардировщиков, вернувшись на авиабазу Бардуфосс.

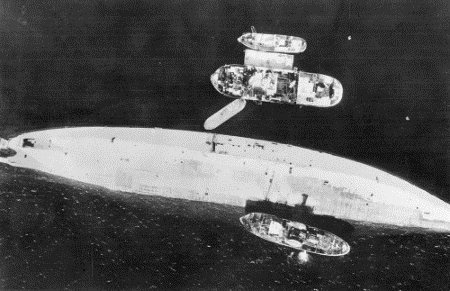
Уничтоженный «Тирпиц»

После этой катастрофы Эрлер и Дёрр предстали перед военным трибуналом в Осло, который утверждал, что оба пилота не поняли серьёзность всей атаки. В частности, им инкриминировали создание задержки при подъёме авиации по тревоге, выход из состава эскадрильи и дачу ложных показаний насчёт того, что радиопередатчик Эрлера прекратил работу, что не позволило ему возглавить эскадрилью при отражении вражеской атаки. Всю ответственность за гибель линкора возложили именно на Эрлера и Дёрра: их судили 17, 18 и 20 декабря в Имперском военном трибунале 2-го созыва, председателем суда был генеральный судья доктор Эрнст Рёйтер (нем. Ernst Reuter). Обоим предъявили также обвинения в проявлении трусости перед врагом, которые суду пришлось всё же снять. Эрлеру же инкриминировали чрезмерную амбициозность: суд утверждал, что Эрлер покинул командный пункт, чтобы заняться достижением 200-й победы, и не выполнил прямой приказ рейхсмаршала Геринга, который требовал выполнения соответствующих служебных обязанностей не в воздухе, а на земле. С Дёрра в итоге все обвинения сняли, а козлом отпущения оказался Эрлер. Его не просто признали виновным, но отстранили от командования, разжаловали в звании и приговорили к трём годам тюремного заключения в крепости за невыполнение приказа. Суд также постановил, что у Эрлера нет опыта, который позволял бы ему возглавлять авиационное подразделение на Западном фронте. Поданная ещё до гибели «Тирпица» рекомендация Эрлера к мечам к Рыцарскому кресту Железного креста с Дубовыми листьями осталась без рассмотрения.
Приговор расценивался некоторыми как политически мотивированный. Верховный главнокомандующий кригсмарине Карл Дёниц был выше Геринга по статусу, и Геринг подобным судом пытался смягчить гнев Дёница. Предполагается, что только личный боевой счёт Эрлера помог ему избежать смертного приговора. Однако от этого лётчику не было легче: вокруг него распространялись слухи о том, что он был на отдыхе со своей подругой в Осло, когда произошла катастрофа «Тирпица».
Вальтер Шук, находившийся в подчинении у Эрлера, потребовал от рейхскомиссара Норвегии Йозефа Тербовена вмешаться в это дело. 12 января 1945 года Тербовен лично передал заявление Шука в защиту Эрлера рейхсмаршалу Герману Герингу. Последующее расследование и череда допросов привели к тому, что никто из экипажей истребителей даже не знал, что линкор «Тирпиц» перебрался на новую позицию у острова Хокёйя пару недель тому назад, а Эрлера просто решили сделать козлом отпущения из-за случившегося. Вывод расследования сводился к тому, что плохая связь между кригсмарине и люфтваффе привела к катастрофе. Эрлер был признан невиновным в гибели линкора, и 1 марта 1945 года Гитлер официально помиловал лётчика, позволив ему вернуться на фронт, где у того был бы шанс реабилитироваться. Эрлера восстановили в звании и направили в эскадрилью истребителей Messerschmitt Me 262, базировавшуюся в Германии.

### Воздушная оборона Рейха

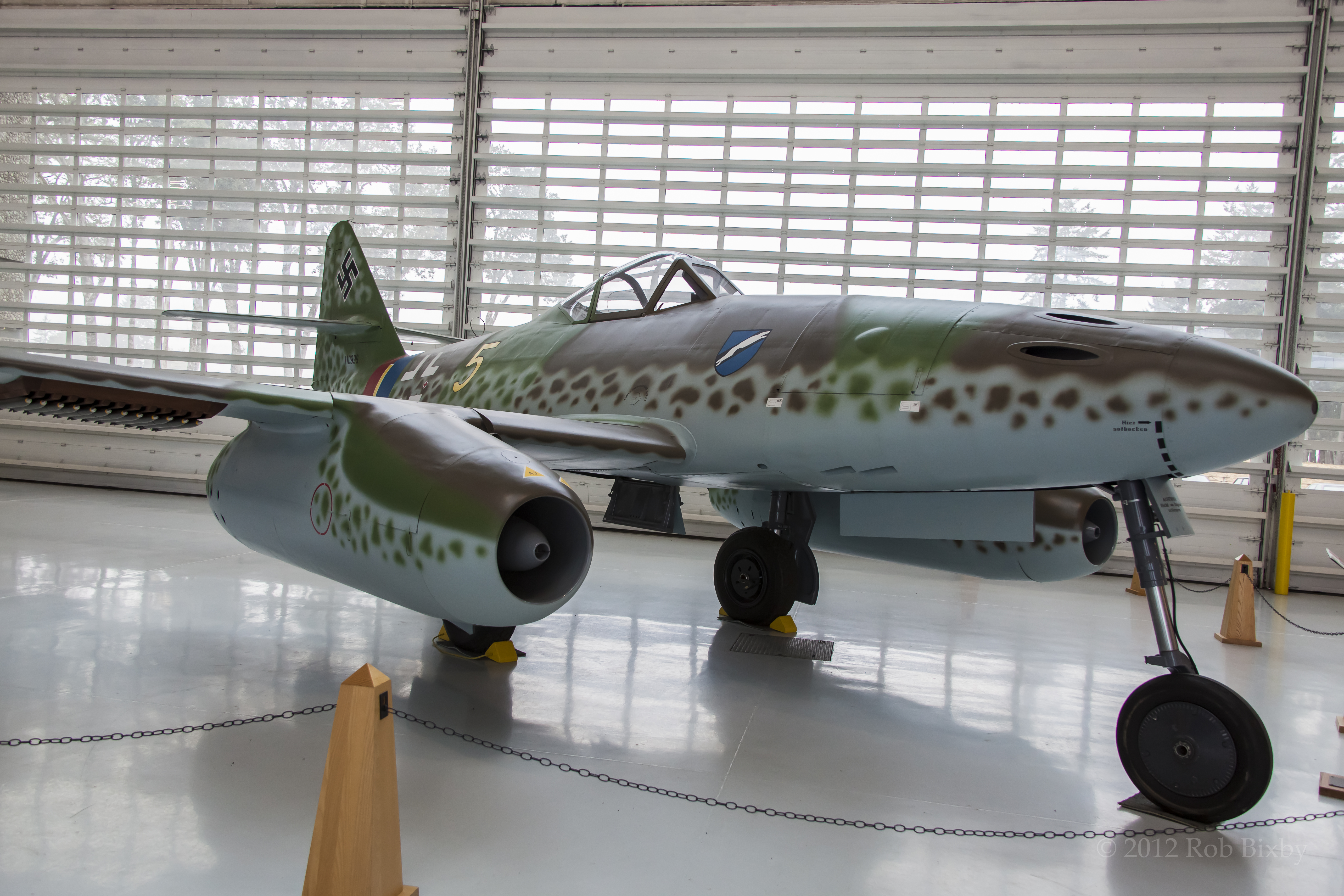
Me 262 из JG 7 в авиационном музее в Макминвилле

27 февраля 1945 года Эрлер, будучи под командованием своего бывшего сослуживца по эскадре JG 5, майора Вайсснебергера, был переведён в 7-ю истребительную эскадру (JG 7). Эскадра была оснащена реактивными истребителями Messerschmitt Me 262, а перед ней стояла задача воздушной обороны Рейха. В течение следующих пяти недель Эрлер одержал ещё 6 побед, чем довёл общее количество сбитых им самолётов до 208. Свои победы он одерживал, летая в составе подразделения штаба эскадры JG 7. 21 марта 8-я воздушная армия стратегических военно-воздушных сил США в Европе совершила серию авианалётов на аэродромы люфтваффе в Германии при участии 1300 тяжёлых бомбардировщиков, сопровождаемых 750 истребителями. В тот же день Эрлер совершил первый оперативный вылет Me 262 и сбил один бомбардировщик Boeing B-17 Flying Fortress. На следующий день 8-я воздушная армия снова атаковала военные объекты и аэродромы на территории Германии, а вылетевший с аэродрома Пархим Эрлер сбил ещё один B-17.
23 марта 15-я воздушная армия направилась к Руланду: в том районе в Шварцхайде располагались заводы по производству синтетического топлива (под названием Synthesewerk Schwarzheide или Hydrierwerk Brabag). Около Хемница на группу бомбардировщиков напали 14 истребителей Me 262 из JG 7. В ходе боя Эрлер сбил два бомбардировщика Consolidated B-24 Liberator. На следующий день, 24 марта он объявил о своей пятой победе, став, таким образом, асом люфтваффе на реактивных истребителях. В тот же день 1714 бомбардировщиков в сопровождении 1300 истребителей снова сбросили бомбы на 18 аэродромов люфтваффе, и в окрестностях Дессау Эрлер снова атаковал противника из 463-й и 483-й бомбардировочных групп, сбив бомбардировщик B-17. 31 марта 8-я воздушная армия США обрушилась на нефтяные хранилища в Цайце и Бад-Берке, а также на ещё ряд объектов; в то же время бомбардировочное командование британских ВВС отправило бомбардировщики для атаки верфей компании Blohm + Voss. Днём того же дня Эрлер доложил об очередной победе, сбив North American P-51 Mustang из группы сопровождения бомбардировщиков B-17 и B-24.

### Гибель

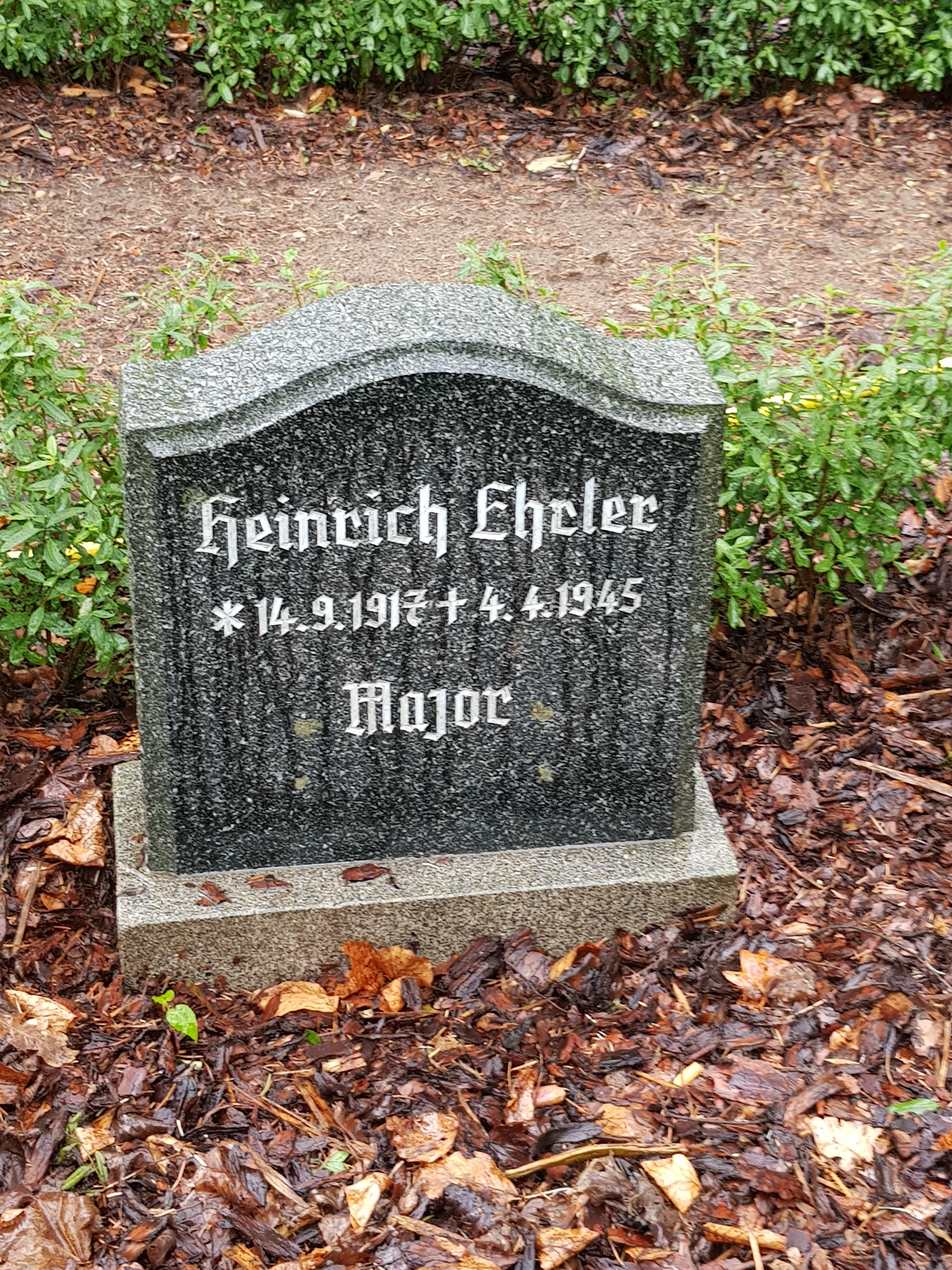
Могила в Штендале

Вопрос о том, при каких обстоятельствах Эрлер одержал свои последние воздушные победы, а также когда и по какой причине он погиб, остаётся неразрешённым: разные авторы приводят противоречивые сведения об этом. Предполагается, что последний бой Эрлера состоялся 4 или 6 апреля 1945 года. Роберт Форсайт и Манфред Бёме приводили в своих работах текст официального отчёта о гибели лётчика, подписанного Теодором Вайссенбергером и Вальтером Шуком: согласно отчёту, Эрлер погиб в бою 6 апреля, когда его самолёт был сбит истребителем P-51 Mustang к северо-востоку от Шарлиббе. Однако Бёме отмечал, что в отчёте отсутствовала причина гибели Эрлера. По словам Форсайта, в отчёте была допущена ошибка — в американских документах упоминались бои против Me 262, датируемые не 6, а 4 апреля. Версию Бёме о гибели 6 апреля поддерживают Хью Морган и Джон Уил, версию Форсайта о гибели 4 апреля — Колин Хитон, Эндрю Мэттьюс и Джон Форман.
4 апреля 1945 года командование бомбардировщиков Королевских ВВС Великобритании отправило 243 бомбардировщика «Ланкастер» на бомбардировки объектов в Нордхаузене, а командование 8-й американской воздушной армии выслало 950 бомбардировщиков B-17 и B-24 для бомбардировки аэродромов люфтваффе в Кальтенкирхене, Пархиме, Перлеберге, Везендорфе, Фассберге, Хойе, Дедельсторфе и Эггебеке, а также для налёта на доки подлодок в Финкенвердере (Гамбург) и корабельные доки в Киле. Охрану этой армады бомбардировщиков обеспечивали 800 истребителей сопровождения. 6 апреля состоялись налёты сил 8-й воздушной армии на Галле, Лейпциг и Геру: в бомбардировках участвовал 641 тяжёлый бомбардировщик, которых сопровождали 600 истребителей P-51 и P-47.
Бёме указывал, что 6 апреля Эрлер вступил в бой с бомбардировщиками B-17 и сбил два из них, прежде чем сам был сбит. Согласно другим авторам, Эрлер взлетел с аэродрома Бранденбург-Брест и обнаружил группу бомбардировщиков B-24 Liberator из 448-й американской бомбардировочной группы в 50 км к востоку от Гамбурга. Им с ходу были атакованы и сбиты бомбардировщики «Miss-B-Havin» (командир экипажа — лейтенант Шафтер) и «Red Bow» (лейтенант Манн). В ходе атаки самолёт Эрлера был повреждён ответным огнём стрелков B-24 «My Bundle» (лейтенант Гордон Брок), а после выхода из атаки Эрлер был атакован «Мустангами» из группы прикрытия. Гибель Эрлера случилась, когда он предпринял атаку на самолёт B-24 Liberator под названием «Trouble in Mind» (командир экипажа — капитан Джонни Рей), попав под огонь противника.
Вместе с тем и Бёме, и Форсайт утверждают, что Эрлер мог погибнуть, совершая воздушный таран. В частности, Теодор Вайсснебергер утверждал, что Эрлер перед гибелью отправил ему радиограмму, в которой говорил, что у него закончились все боеприпасы и что ему придётся идти на таран, добавив в конце «Увидимся в Вальгалле!». Вальтер Шук, отвечавший за радиопереговоры, приводил следующий текст радиограммы:

Тео, это Генрих! Я сбил два бомбардировщика, у меня закончились боеприпасы. Я иду на таран. Прощай, увидимся в Вальгалле!
Оригинальный текст (нем.)Theo, Heinrich hier! Habe zwei Bomber abgeschossen; Munition ist alle. Ich ramme jetzt. Auf Wiedersehen, sehen uns in Walhalla!

Сообщение Эрлера, подразумевавшее гибель лётчика в результате воздушного тарана, скорее всего, не соответствовало действительности. Выжившие члены экипажа капитана Рея, рассказывая о крушении истребителя Эрлера, утверждали, что «в фюзеляж попало несколько снарядов, отчего начался пожар». Сам повреждённый B-24 «My Bundle» упал в Крюлленкемпе (нем. Krullenkempe), недалеко от Хафельберга.
7 апреля около Штендаля обнаружили тело, официальные результаты вскрытия которого показали, что это было тело Эрлера. Похороны состоялись 10 апреля. 11 декабря 2018 года газета Neue Zürcher Zeitung сообщила, что немецкий археолог-любитель Уве Бенкель обнаружил остатки разбившегося истребителя Me 262 и останки пилота — и по одной из версий, именно эти останки, а не останки захороненного в Штендале человека принадлежали Генриху Эрлеру.

## Список побед
Согласно Майку Спику, Эрлер одержал 209 воздушных побед, однако количество его вылетов неизвестно. Из этих побед 10 были одержаны на Западном фронте, 199 — на Восточном фронте. Эрнст Обермайер указывает цифру в 400 вылетов и 208 побед. Джон Форман и Эндрю Мэттьюс, основываясь на данных Федерального архива Германии, считают, что Эрлер одержал как минимум 182 победы, из которых 173 — на Восточном фронте, 9 — на Западном фронте; среди его побед — семь сбитых четырёхмоторных бомбардировщиков и восемь побед на Me 262. Однако, по словам этих авторов, данные по победам в составе JG 5 являются неточными, а реальное число подтверждённых побед варьируется от 150 до 175.
| Хроника воздушных побед | Хроника воздушных побед | Хроника воздушных побед | Хроника воздушных побед | Хроника воздушных побед                                                  | Хроника воздушных побед | Хроника воздушных побед | Хроника воздушных побед | Хроника воздушных побед | Хроника воздушных побед                                      |
| --- | ----------------------- | ----------------------- | ----------------------- | ------------------------------------------------------------------------ | ----------------------- | ----------------------- | ----------------------- | ----------------------- | ------------------------------------------------------------ |
| Жёлтым цветом и символом пик ♠ обозначаются победы из цикла 5 и более за день Телесным цветом и знаком вопроса ? обозначаются победы, данные по которым ставятся под сомнение (исследователи Эрик Момбек, Эндрю Мэтьюс и Джон Форман) |                         |                         |                         |                                                                          |                         |                         |                         |                         |                                                              |
| Победа | Дата                    | Время                   | Самолёт                 | Место                                                                    | Победа                  | Дата                    | Время                   | Самолёт                 | Место                                                        |
| 2./JG 77 |                         |                         |                         |                                                                          |                         |                         |                         |                         |                                                              |
| 1 | 2 сентября 1941         | 15:00~                  | Bristol Beaufort        | к юго-западу от Ставангера                                               |                         |                         |                         |                         |                                                              |
| Согласно Мэттьюсу и Форману, документы по 2-й победе отсутствуют |                         |                         |                         |                                                                          |                         |                         |                         |                         |                                                              |
| 13./JG 77 |                         |                         |                         |                                                                          |                         |                         |                         |                         |                                                              |
| 3 | 8 ноября 1941           | —                       | СБ-2                    | к северо-западу от Лоухи                                                 | ?                       | 30 ноября 1941          | —                       | н/д                     |                                                              |
| 4./JG 5 |                         |                         |                         |                                                                          |                         |                         |                         |                         |                                                              |
| 4 | 24 января 1942          | 13:20?                  | Hurricane               | к западу от Земляного (Пумманки)                                         | 9                       | 28 апреля 1942          | 11:00                   | Hurricane               | окрестности Земляного (Пумманки)                             |
| 5 | 24 января 1942          | 15:45                   | МиГ-3                   | S Tr 14                                                                  | 10                      | 30 апреля 1942          | 15:20                   | Hurricane               | окрестности Шонгуя                                           |
| 6 | 19 февраля 1942         | 10:58                   | И-18?                   | окрестности Лоухи                                                        | 11?                     | 12 мая 1942             | 14:30                   | Hurricane               | к югу от Мурманска                                           |
| 7 | 4 марта 1942            | 12:05                   | Hurricane               |                                                                          | 12                      | 17 мая 1942             | 09:00                   | МиГ-3?                  | в 4-5 км к северу от Петриярви к югу от Земляного (Пумманки) |
| 8 | 24 марта 1942           | 18:20                   | Hurricane               |                                                                          |                         |                         |                         |                         |                                                              |
| 6./JG 5 |                         |                         |                         |                                                                          |                         |                         |                         |                         |                                                              |
| 13 | 28 мая 1942             | 15:00+                  | P-40                    | в 10 км к западу от Мурмашей                                             | 24                      | 25 июня 1942            | 09:00+?                 | Hurricane               | в 8 км к северу от Мурманска                                 |
| 14 | 29 мая 1942             | 23:00+                  | Hurricane               | Кольский залив                                                           | 25                      | 29 июня 1942            | —                       | P-40                    | в 7 км к востоку от Шонгуя                                   |
| 15 | 29 мая 1942             | 23:00+                  | Hurricane               | Кольский залив                                                           | 26?                     | 30 июня 1942            | 09:00~                  | Hurricane               | в 3 км к востоку от Шонгуя                                   |
| 16 | 29 мая 1942?            | 09:00+                  | Hurricane               | восточная часть Кольского залива                                         | 27                      | 1 июля 1942             | 17:10~                  | Hurricane               | север Мурманска                                              |
| 17 | 1 июня 1942             | 15:30~                  | Hurricane               | в 5 км к западу от Мурманска                                             | 28                      | 7 июля 1942             | 17:00+                  | Hurricane               | в 15 км к западу от Мурманска                                |
| 18 | 2 июня 1942             | —                       | P-40                    | в 5 км к западу от Мурманска                                             | 29                      | 7 июля 1942             | 17:00+                  | P-40                    | в 15 км к западу от Мурманска                                |
| 19? | 13 июня 1942            | —                       | Hurricane               | в 20 км к западу от Мурманска                                            | 30                      | 8 июля 1942             | 10:00~                  | Hurricane               | в 5 км к югу от Мурманска                                    |
| 20 | 18 июня 1942            | 04:15                   | Hurricane               | в 30 км к северо-западу от Мурманска                                     | 31                      | 18 июля 1942            | 17:00+                  | Hurricane               | в 10 км к северо-западу от Мурманска                         |
| 21 | 22 июня 1942            | —                       | Hurricane               | в 25 км к северо-западу от Мурманска                                     | 32                      | 18 июля 1942            | 17:00+                  | Hurricane               | в 20-25 км к северу от Мурманска                             |
| 22 | 23 июня 1942            | 15:00+                  | Hurricane               | в 3 км к югу от Мурманска                                                | 33                      | 19 июля 1942            | —                       | Spitfire                | в 10 км к югу от Мурманска                                   |
| 23 | 25 июня 1942            | 09:00+?                 | Hurricane               | в 10 км к северу от Мурманска                                            | 34                      | 19 июля 1942            | 10:00+                  | P-39                    | в 6 км к западу от Шонгуя                                    |
| Согласно Мэттьюсу и Форману, документы по победам с 35-й по 41-ю отсутствуют. |                         |                         |                         |                                                                          |                         |                         |                         |                         |                                                              |
| 42? | 21 августа 1942         | —                       | Як-1                    |                                                                          | 44?                     | 21 августа 1942         | —                       | И-180 (Як-7)            | в 10 км к югу от Мурманска                                   |
| 43? | 21 августа 1942         | —                       | И-180 (Як-7)            | в 10 км к югу от Мурманска                                               |                         |                         |                         |                         |                                                              |
| Согласно Мэттьюсу и Форману, документы по победам с 45-й по 52-ю отсутствуют. |                         |                         |                         |                                                                          |                         |                         |                         |                         |                                                              |
| 53 | 8 сентября 1942         | —                       | Hurricane               | в 10 км к югу от Мурманска                                               | 55                      | 9 сентября 1942         | 11:00?                  | Hurricane               | окрестности Колы                                             |
| 54 | 9 сентября 1942         | 11:00?                  | Hurricane               | окрестности Колы                                                         |                         |                         |                         |                         |                                                              |
| Согласно Мэттьюсу и Форману, документы по победам с 56-й по 58-ю отсутствуют. Согласно Момбеку, Эрлер утверждал о трёх победах 31 августа 1942 года над неизвестными противниками, что и признано Эрлером как победы с 56-й по 58-ю.  |                         |                         |                         |                                                                          |                         |                         |                         |                         |                                                              |
| 59 | 19 сентября 1942        | 14:00+                  | Hurricane               |                                                                          | 60                      | 19 сентября 1942        | 14:00+                  | Hurricane               |                                                              |
| Согласно Мэттьюсу и Форману, документы по победам с 61-й по 64-ю отсутствуют. |                         |                         |                         |                                                                          |                         |                         |                         |                         |                                                              |
| 65 | 19 января 1943?         | 10:00                   | ЛаГГ-3                  | Кандалакша                                                               | 67                      | 19 января 1943?         | 10:00                   | Hurricane               | Кандалакша                                                   |
| 66 | 19 января 1943?         | 10:00                   | ЛаГГ-3                  | Кандалакша                                                               |                         |                         |                         |                         |                                                              |
| Согласно Мэттьюсу и Форману, документы по 68-й победе отсутствуют. |                         |                         |                         |                                                                          |                         |                         |                         |                         |                                                              |
| 69 | 25 января 1943          | —                       | Hurricane               |                                                                          |                         |                         |                         |                         |                                                              |
| Согласно Мэттьюсу и Форману, документы по победам с 70-й по 72-ю отсутствуют. |                         |                         |                         |                                                                          |                         |                         |                         |                         |                                                              |
| 73♠ | 27 марта 1943           | 14:00~                  | P-40                    | окрестности Туломы                                                       | 95                      | 3 июня 1943             | —                       | P-39                    |                                                              |
| 74♠ | 27 марта 1943           | 14:00~                  | P-40                    | окрестности Туломы                                                       | 96                      | 6 июня 1943             | —                       | Hurricane               |                                                              |
| 75♠ | 27 марта 1943           | 14:00~                  | P-40                    | окрестности Туломы                                                       | 97                      | 6 июня 1943             | —                       | Hurricane               |                                                              |
| 76♠ | 27 марта 1943           | 14:00~                  | P-40                    | окрестности Туломы                                                       | 98                      | 6 июня 1943             | —                       | Hurricane               |                                                              |
| 77♠ | 27 марта 1943           | 14:00~                  | P-40                    | окрестности Туломы                                                       | 99                      | 6 июня 1943             | —                       | Hurricane               |                                                              |
| 78♠ | 13 апреля 1943          | —                       | Hurricane               |                                                                          | 100                     | 8 июня 1943             | 17:29                   | Typhoon                 | окрестности Кольской железной дороги                         |
| 79♠ | 13 апреля 1943          | —                       | Hurricane               |                                                                          | 101                     | 8 июня 1943             | 17:30                   | Typhoon                 | окрестности Кольской железной дороги                         |
| 80♠ | 13 апреля 1943          | —                       | Hurricane               |                                                                          | 102                     | 8 июня 1943             | —                       | Typhoon                 |                                                              |
| 81♠ | 13 апреля 1943          | —                       | P-40                    | окрестности Мурмашей                                                     | 103                     | 8 июня 1943             | —                       | Typhoon                 |                                                              |
| 82♠ | 13 апреля 1943          | 17:00+                  | P-39?                   | в 15 км к северо-западу от Мурмашей в 15 км к северо-западу от Мурманска | 104                     | 15 июня 1943            | —                       | P-39                    |                                                              |
| 83♠ | 13 апреля 1943          | 17:00+                  | P-39                    | в 12 км к северу от Мурмашей в 12 км к северу от Мурманска               | 105                     | 15 июня 1943            | —                       | P-39                    |                                                              |
| 84 | 19 апреля 1943          | 11:25~                  | P-39                    | в 15 км к северо-востоку от Мурмашей в 10 км к северу от Мурманска       | 106                     | 15 июня 1943            | —                       | P-39                    |                                                              |
| 85 | 19 апреля 1943          | 11:25~                  | P-39                    | в 10 км к северо-востоку от Мурмашей в 10 км к северу от Мурманска       | 107                     | 21 июня 1943            | 19:41                   | P-39                    | в 3 км к западу от Ручьёв                                    |
| 86 | 19 апреля 1943          | 11:25~                  | P-40                    | в 5 км к северо-востоку от Мурмашей в 5 км к северу от Мурманска         | 108                     | 17 июля 1943            | —                       | Пе-2                    | Вардё/полуостров Рыбачий                                     |
| 87? | 22 апреля 1943          | 13:00+                  | P-51                    | в 6 км к востоку от Колы                                                 | 109                     | 17 июля 1943            | —                       | Pe-2                    | Вардё/полуостров Рыбачий                                     |
| 88? | 22 апреля 1943          | 13:00+                  | P-40                    | в 12 км к юго-востоку от Колы                                            | 110                     | 17 июля 1943            | —                       | Пе-2                    | Вардё/полуостров Рыбачий                                     |
| 89 | 29 апреля 1943          | —                       | P-39                    |                                                                          | 111                     | 20 июля 1943            | —                       | Hurricane               |                                                              |
| 90 | 29 апреля 1943          | —                       | P-39                    |                                                                          | 112                     | 20 июля 1943            | —                       | Hurricane               |                                                              |
| 91 | 29 апреля 1943          | —                       | P-39                    |                                                                          | 113                     | 18 августа 1943         | 14:35                   | P-40                    | к северо-востоку от аэродрома Лоухи                          |
| 92 | 30 апреля 1943          | —                       | P-40                    |                                                                          | 114                     | 18 августа 1943         | 14:36                   | P-40                    | к северу от Лоухи                                            |
| 93 | 30 апреля 1943          | —                       | P-39                    |                                                                          | 115                     | 18 августа 1943         | 16:13                   | Ла-5                    | к северо-востоку от аэродрома Лоухи                          |
| 94 | 11 мая 1943             | —                       | P-39                    | в 4 км к востоку от Мурмашей                                             |                         |                         |                         |                         |                                                              |
| Штаб III./JG 5 |                         |                         |                         |                                                                          |                         |                         |                         |                         |                                                              |
| 116 | 24 сентября 1943        | 08:50                   | P-40                    |                                                                          | 140♠                    | 11 мая 1944             | 03:20                   | Як-9                    |                                                              |
| 117 | 25 ноября 1943          | 11:55                   | P-40                    | в 6 км к юго-западу от Печенги                                           | 141♠                    | 11 мая 1944             | 07:34                   | P-39                    |                                                              |
| 118 | 25 ноября 1943          | 11:58                   | P-40                    | в 8 км к юго-востоку от Печенги                                          | 142♠                    | 11 мая 1944             | 07:36                   | P-39                    |                                                              |
| 119 | 25 ноября 1943          | 12:03                   | Ил-2                    | в 18 км к востоку от Печенги                                             | 143                     | 16 мая 1944             | 21:46                   | P-39                    |                                                              |
| 120 | 25 ноября 1943          | 12:05                   | Ил-2                    | в 27 км к востоку от Печенги                                             | 144                     | 16 мая 1944             | 21:47                   | P-39                    |                                                              |
| 121 | 29 января 1944          | 12:17                   | Як-7                    |                                                                          | 145                     | 16 мая 1944             | 21:48                   | P-39                    |                                                              |
| 122 | 13 марта 1944           | 13:35                   | P-40                    | полуостров Рыбачий                                                       | 146                     | 16 мая 1944             | 21:52                   | Ил-2                    |                                                              |
| 123 | 13 марта 1944           | 13:37                   | P-39                    | к югу от Вайда-Губы                                                      | 147                     | 25 мая 1944             | 21:43                   | P-39                    | к северо-востоку от Берлевога                                |
| 124 | 13 марта 1944           | 13:40                   | Ил-2                    | к юго-западу от Тобовки                                                  | 148                     | 25 мая 1944             | 21:45                   | P-39                    | к северо-востоку от Берлевога                                |
| 125♠ | 17 марта 1944           | 10:52                   | P-39                    |                                                                          | 149                     | 25 мая 1944             | 21:47                   | Boston                  | к северо-северо-востоку от Берлевога                         |
| 126♠ | 17 марта 1944           | 10:52                   | P-39                    | север полуострова Рыбачьего                                              | 150                     | 25 мая 1944             | 21:48                   | P-40                    | к северо-северо-востоку от Берлевога                         |
| 127♠ | 17 марта 1944           | 10:53                   | Boston                  | к северу от Пруммаки                                                     | 151♠                    | 26 мая 1944             | 04:48                   | Boston                  | к северо-западу от Вадсё                                     |
| 128♠ | 17 марта 1944           | 13:49                   | Як-9                    | к северу от Пруммаки                                                     | 152♠                    | 26 мая 1944             | 04:49                   | Boston                  | к северо-западу от Вадсё                                     |
| 129♠ | 17 марта 1944           | 15:34                   | Як-9                    |                                                                          | 153♠                    | 26 мая 1944             | 05:02                   | P-40                    | к северо-востоку от Хамнингберга                             |
| 130♠ | 17 марта 1944           | 15:35                   | Як-9                    |                                                                          | 154♠                    | 26 мая 1944             | 05:05                   | P-39                    | к северу от Вадсё                                            |
| 131♠ | 17 марта 1944           | 15:36                   | Як-9                    |                                                                          | 155♠                    | 26 мая 1944             | 05:06                   | P-39                    | к северу от Вадсё                                            |
| 132 | 12 апреля 1944          | 14:17                   | Як-9                    |                                                                          | 156♠                    | 17 июля 1944            | 18:37                   | P-39                    | к западу от Печенги                                          |
| 133 | 12 апреля 1944          | 14:19                   | Як-9                    |                                                                          | 157♠                    | 17 июля 1944            | 18:40                   | P-39                    | к западу от Печенги                                          |
| 134 | 23 апреля 1944          | 10:46                   | P-39                    |                                                                          | 158♠                    | 17 июля 1944            | 18:42                   | P-39                    | к юго-востоку от Печенги                                     |
| 135 | 23 апреля 1944          | 10:49                   | P-40                    |                                                                          | 159♠                    | 17 июля 1944            | 19:16                   | Як-9                    | к северо-востоку от Киркенеса                                |
| 136 | 23 апреля 1944          | 10:50                   | P-40                    |                                                                          | 160♠                    | 17 июля 1944            | 19:18                   | Як-9                    | Линахамари                                                   |
| 137 | 23 апреля 1944          | 10:50                   | P-40                    |                                                                          | 161                     | 21 июля 1944            | 06:01                   | P-40                    | к северо-западу от Хамнингберга                              |
| 138♠ | 11 мая 1944             | 03:17                   | Ил-2                    |                                                                          | 162                     | 21 июля 1944            | 06:05                   | P-40                    | к северо-востоку от Хамнингберга                             |
| 139♠ | 11 мая 1944             | 03:19                   | Як-9                    |                                                                          |                         |                         |                         |                         |                                                              |
| 11./JG 5 |                         |                         |                         |                                                                          |                         |                         |                         |                         |                                                              |
| 163 | 17 августа 1944         | 09:45                   | Як-9                    |                                                                          | 165                     | 17 августа 1944         | 10:07                   | Boston                  | окрестности Киркенеса                                        |
| 164 | 17 августа 1944         | 10:06                   | Boston                  |                                                                          | 166                     | 17 августа 1944         | 10:08                   | Boston                  |                                                              |
| Штаб JG 5 |                         |                         |                         |                                                                          |                         |                         |                         |                         |                                                              |
| 167 | 23 августа 1944         | 12:37                   | P-39                    |                                                                          | 170                     | 16 сентября 1944        | 12:06                   | P-39                    |                                                              |
| 168 | 23 августа 1944         | 12:38                   | P-39                    |                                                                          | 171                     | 26 сентября 1944        | 14:25                   | Як-7                    | окрестности Вадсё                                            |
| 169 | 16 сентября 1944        | 12:04                   | P-39                    |                                                                          | 172                     | 26 сентября 1944        | 14:36                   | Як-9                    | окрестности Вадсё                                            |
| Документы по победам со 173-й по 198-ю отсутствуют. |                         |                         |                         |                                                                          |                         |                         |                         |                         |                                                              |
| 199 | 22 октября 1944         | 09:15                   | неизвестно              |                                                                          | 200                     | 20 ноября 1944          | 11:00~                  | Пе-3                    | окрестности Банака                                           |
| Штаб JG 7 |                         |                         |                         |                                                                          |                         |                         |                         |                         |                                                              |
| 201 | 21 марта 1945           | 12:45~?                 | B-17                    | окрестности Виттенберге                                                  | 205                     | 24 марта 1945           | —                       | B-17                    | окрестности Рейсхвальда                                      |
| 202 | 22 марта 1945           | 12:45                   | B-17                    | Коттбус-Баутцен-Дрезден                                                  | 206                     | 31 марта 1945           | —                       | P-51                    | окрестности Бранденбурга                                     |
| 203 | 23 марта 1945           | —                       | B-24                    | окрестности Хемница                                                      | 207                     | 6 апреля 1945?          | —                       | B-17                    | окрестности Берлина                                          |
| 204 | 23 марта 1945           | —                       | B-24                    | окрестности Хемница                                                      | 208                     | 6 апреля 1945?          | —                       | B-17                    | окрестности Берлина                                          |

## Награды
- Авиационная планка люфтваффе для пилотов истребителей в золоте[122]
- Железный крест
  - 2-го класса (19 сентября 1941 года)[123]
  - 1-го класса (21 января 1942 года)[123]
- Почётный Кубок люфтваффе (20 июля 1942 года) — лейтенант и пилот[124]
- Немецкий крест в золоте (18 марта 1943 года) — лейтенант 6-й эскадрильи JG 5[125]
- Рыцарский крест Железного креста с Дубовыми листьями
  - Рыцарский крест Железного креста (4 сентября 1942 года) — лейтенант и пилот 6-й эскадрильи JG 5[126][127][128]
  - 265-е Дубовые листья (2 августа 1943 года) — гауптман и командир 3-й группы[нем.] JG 5[126][129][130]